# 1,4-dioxaan
1,4-dioxaan, gewoonlijk kortweg dioxaan genoemd, is een organische, licht ontvlambare vloeistof. Het is een ether met twee functionele ethergroepen.
Er zijn nog twee andere, minder gebruikte isomeren van dioxaan, namelijk 1,2-dioxaan (een cyclisch organisch peroxide) en 1,3-dioxaan (een cyclisch acetaal).

## Synthese
1,4-dioxaan kan worden bereid door de cyclisatie van di-ethyleenglycol (zelf een bijproduct van de productie van ethyleenglycol), met zwavelzuur als katalysator, en onder afsplitsing van water.
Het wordt ook gevormd als bijproduct van andere reacties, zoals de vorming van polyesters.

## Toepassingen
1,4-dioxaan wordt vooral gebruikt als oplosmiddel in de papier-, katoen- en textielindustrie, in koelvloeistof voor auto's, als uitgangsstof voor de synthese van andere stoffen, als schuimmiddel in de polymeer-industrie en bij de productie van cosmetische stoffen en shampoos.

## Toxicologie en veiligheid
1,4-dioxaan kan ontplofbare peroxiden vormen. De stof reageert hevig met sterk oxiderende stoffen en (geconcentreerde) sterke zuren. De verbinding is licht ontvlambaar; de damp is zwaarder dan lucht en kan zich langs de grond verspreiden en op afstand ontstoken worden.
Blootstelling aan dioxaan kan gebeuren door inademen, inslikken of contact met de huid. Kortstondige blootstelling door inademing kan leiden tot irritatie van de ogen, neus en keel. In hoge concentraties kan het lever, nieren en het centrale zenuwstelsel beschadigen.
Dioxaan ontvet de huid; herhaaldelijk contact kan leiden tot droge en gebarsten huid.
Bij dierproeven is gebleken dat langdurige blootstelling aan 1,4-dioxaan kanker veroorzaakt. Op basis daarvan is de stof ingedeeld als vermoedelijk kankerverwekkend voor de mens (IARC-klasse 2B). Omwille hiervan is het belangrijk om het restgehalte van dioxaan in eindproducten zoals cosmetica en shampoos, zo laag mogelijk te houden.
In 2008 werd bij een onderzoek door een onafhankelijke consumentenorganisatie in de Verenigde Staten 1,4-dioxaan aangetroffen in bijna de helft van alle geteste lichaamsverzorgingsproducten met een biologisch keurmerk (zoals cosmetica en shampoos).